# 小行星3340
小行星3340，又称为银海星，是由紫金山天文台在1979年10月12日发现的主带小行星。
小行星3340以广东省阳江市海陵岛的银海城命名。